# Atentado de Susa
El atentado de Susa fue un ataque terrorista que tuvo lugar el 26 de junio de 2015, en la ciudad de Susa en Túnez, matando a 38 personas, en su mayoría turistas europeos. Un hombre, que fue abatido más tarde por las fuerzas de seguridad, abrió fuego con un Kalashnikov en la playa de un hotel de lujo lleno de turistas extranjeros.
El ataque fue reivindicado por el grupo Estado Islámico. La mayoría de las víctimas del atentado fueron británicas, según anunció el primer ministro de Túnez, Habib Essid. El primer ministro de Túnez redujo a 38 el número de víctimas del ataque, ya que las primeras cifras de 39 muertos del Ministerio de Salud incluyeron al pistolero.

## Ataque
El ataque tuvo lugar frente al Riu Imperial Marhaba Hotel, un complejo turístico de cinco estrellas ubicado en Port El Kantaoui, en la orilla del mar Mediterráneo, a unos diez kilómetros al norte de Susa, Túnez, donde se hospedaban 565 personas, principalmente de Europa occidental. Los turistas del hotel, así como del Hotel Marhaba, en las cercanías, se encontraban en la playa para nadar y tomar el sol, en un momento de descanso.

## Fallecidos
Lista de los fallecidos del ataque de Susa:[cita requerida]
| País                     | Muertes                                  | Heridos |
| ------------------------ | ---------------------------------------- | ------- |
| Túnez                    | 1 (terrorista)                           | 7       |
| Irlanda                  | 3                                        |         |
| Alemania                 | 1                                        |         |
| Brasil                   | 1 (ciudadano doble brasileño-portugués ) |         |
| Ucrania                  | 0                                        | 1       |
| Bélgica                  | 1                                        | 3       |
| Reino Unido              | 30                                       | 24      |
| Rusia                    | 0                                        | 1       |
| Nacionalidad desconocida | 1                                        |         |
| Total                    | 39                                       | ~ 39    |